# Alcyonium clavatum
Alcyonium clavatum är en korallart som beskrevs av Studer 1890. Alcyonium clavatum ingår i släktet Alcyonium och familjen läderkoraller. Inga underarter finns listade i Catalogue of Life.